# Grčka košarkaška reprezentacija
Grčka košarkaška reprezentacija predstavlja Grčku na međunarodnim natjecanjima. Pod vodstvom je Grčkog košarkaškog saveza. Jedna je od najjačih svjetskih reprezentacija. Europsko prvenstvo osvojili su u Ateni 1987. i Srbiji i Crnoj Gori 2005. godine. Na Svjetskom prvenstvu u Japanu 2006. osvojili su srebrnu medalju i 4. su na svijetu po plasmanu FIBA-e.

## Plasmani na velikim natjecanjima
| Godina | Olimpijske igre | Svjetska prvenstva | Europska prvenstva |
| ------ | --------------- | ------------------ | ------------------ |
| 1949.  |                 |                    | bronca             |
| 1987.  |                 |                    | zlato              |
| 1989.  |                 |                    | srebro             |
| 1991.  |                 |                    | 5.                 |
| 1992.  | bez nastupa     |                    |                    |
| 1993.  |                 |                    | 4.                 |
| 1994.  |                 | 4.                 |                    |
| 1995.  |                 |                    | 4.                 |
| 1996.  | 5.              |                    |                    |
| 1997.  |                 |                    | 4.                 |
| 1998.  |                 | 4.                 |                    |
| 1999.  |                 |                    | 16.                |
| 2000.  | bez nastupa     |                    |                    |
| 2001.  |                 |                    | 9.                 |
| 2002.  |                 | bez nastupa        |                    |
| 2003.  |                 |                    | 5.                 |
| 2004.  | 5.              |                    |                    |
| 2005.  |                 |                    | zlato              |
| 2006.  |                 | srebro             |                    |
| 2007.  | 5.              |                    | 4.                 |
| 2008.  |                 |                    |                    |
| 2009.  |                 |                    | bronca             |
| 2010.  |                 | 11.                |                    |
| 2011.  |                 |                    | 6.                 |
| 2012.  |                 |                    |                    |
| 2013.  |                 |                    | 11.                |
| 2014.  |                 | 9.                 |                    |

## Momčad
Svjetsko prvenstvo u košarci – Turska 2010.
| Ime i prezime          | Klub              |
| ---------------------- | ----------------- |
| Kostas Kaimakoglou     | Panathinaikos     |
| Ioannis Bourousis      | Olympiakos        |
| Nikolaos Zisis         | Montepaschi Siena |
| Vassilis Spanoulis     | Olympiakos        |
| Nick Calathes          | Panathinaikos     |
| Antonis Fotsis         | Panathinaikos     |
| Georgios Printezis     | Unicaja           |
| Stratos Perperoglou    | Panathinaikos     |
| Kostas Tsartsaris      | Panathinaikos     |
| Dimitris Diamantidis   | Panathinaikos     |
| Ian Vougiouakas        | Panathinaikos     |
| Sofoklis Schortsanitis | Maccabi Tel Aviv  |
| Jonas Kazlauskas       |                   |

## Pozicije u reprezentaciji
| Poz. | Petorka                | Klupa                  | Klupa                    | Rezerve | Neaktivni |
| ---- | ---------------------- | ---------------------- | ------------------------ | ------- | --------- |
| C    | Ioannis Bourousis      | Sofoklis Schortsanitis | Andreas Glyniadakis      |         |           |
| PF   | Antonios Fotsis        | Konstantinos Koufos    |                          |         |           |
| SF   | Efstratios Perperoglou | Georgios Printezis     | Konstantinos Kaimakoglou |         |           |
| SG   | Nikolaos Zisis         | Ioannis Kalambokis     |                          |         |           |
| PG   | Vasileios Spanoulis    | Nicholas Calathes      |                          |         |           |

## Vanjske poveznice
- Službena stranica Grčke košarkaške lige
- Službena stranica Grčkog košarkaškog saveza

| Međunarodna košarka | Međunarodna košarka |
| --- | ------------------- |
| |                     |
| FIBA \| Olimpijske igre \| Svjetsko prvenstvo \| FIBA-ina ljestvica Afrika: FIBA Afrika – Afričko prvenstvo Amerika: FIBA Amerika – Američko prvenstvo Azija: FIBA Azija - Azijsko prvenstvo Europa: FIBA Europa – Europsko prvenstvo Oceanija: FIBA Oceanija – Oceanijsko prvenstvo |                     |

| Međunarodna košarka | Međunarodna košarka |
| --- | ------------------- |
| |                     |
| FIBA \| Olimpijske igre \| Svjetsko prvenstvo \| FIBA-ina ljestvica Afrika: FIBA Afrika – Afričko prvenstvo Amerika: FIBA Amerika – Američko prvenstvo Azija: FIBA Azija - Azijsko prvenstvo Europa: FIBA Europa – Europsko prvenstvo Oceanija: FIBA Oceanija – Oceanijsko prvenstvo |                     |

| Europske košarkaške reprezentacije (FIBA Europa) | Europske košarkaške reprezentacije (FIBA Europa) |
| --- | ------------------------------------------------ |
| |                                                  |
| Albanija • Andora • Armenija • Austrija • Azerbejdžan • Belgija • Bjelorusija • BiH • Bugarska • Cipar • Crna Gora • Češka • Danska • Estonija • Finska • Francuska • Gibraltar • Grčka • Gruzija • Hrvatska • Irska • Island • Italija • Izrael • Kosovo • Latvija • Litva • Luksemburg • Mađarska • Makedonija • Malta • Moldova • Monako • Nizozemska • Norveška • Njemačka • Poljska • Portugal • Rumunjska • Rusija • San Marino • Srbija • Slovačka • Slovenija • Španjolska • Švedska • Švicarska • Turska • Ukrajina • Velika Britanija |                                                  |
| |                                                  |
| Bivše države Čehoslovačka • Jugoslavija • DR Njemačka • Srbija i Crna Gora • SSSR • ZND |                                                  |
| Bivše države |                                                  |
| |                                                  |
| Čehoslovačka • Jugoslavija • DR Njemačka • Srbija i Crna Gora • SSSR • ZND |                                                  |

| Bivše države                                                               |
|                                                                            |
| Čehoslovačka • Jugoslavija • DR Njemačka • Srbija i Crna Gora • SSSR • ZND |

| Europske košarkaške reprezentacije (FIBA Europa) | Europske košarkaške reprezentacije (FIBA Europa) |
| --- | ------------------------------------------------ |
| |                                                  |
| Albanija • Andora • Armenija • Austrija • Azerbejdžan • Belgija • Bjelorusija • BiH • Bugarska • Cipar • Crna Gora • Češka • Danska • Estonija • Finska • Francuska • Gibraltar • Grčka • Gruzija • Hrvatska • Irska • Island • Italija • Izrael • Kosovo • Latvija • Litva • Luksemburg • Mađarska • Makedonija • Malta • Moldova • Monako • Nizozemska • Norveška • Njemačka • Poljska • Portugal • Rumunjska • Rusija • San Marino • Srbija • Slovačka • Slovenija • Španjolska • Švedska • Švicarska • Turska • Ukrajina • Velika Britanija |                                                  |
| |                                                  |
| Bivše države Čehoslovačka • Jugoslavija • DR Njemačka • Srbija i Crna Gora • SSSR • ZND |                                                  |
| Bivše države |                                                  |
| |                                                  |
| Čehoslovačka • Jugoslavija • DR Njemačka • Srbija i Crna Gora • SSSR • ZND |                                                  |

| Bivše države                                                               |
|                                                                            |
| Čehoslovačka • Jugoslavija • DR Njemačka • Srbija i Crna Gora • SSSR • ZND |